# Nanomelon vossi
Nanomelon vossi is een slakkensoort uit de familie van de Volutidae. De wetenschappelijke naam van de soort is voor het eerst geldig gepubliceerd in 1990 door Leal & Rios.